# Umm Kulsum

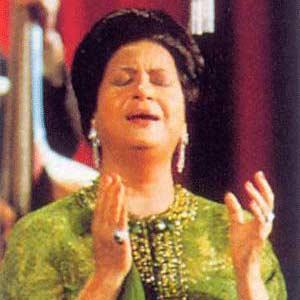
Umm Kulsum

Umm Kulsum (arab. ‏أم كلثوم‎, trl. Umm Kulthūm; ur. 4 maja 1904 w Tummaj az-Zahajra, zm. 3 lutego 1975 w Kairze) – egipska piosenkarka, bardzo popularna w świecie arabskim, zwana „głosem Egiptu” lub „planetą Wschodu”. Zaczęła śpiewać przy ojcu, początkowo występowała w przebraniu chłopca. W 1923 roku przeniosła się do Kairu, gdzie zyskała sławę – wystąpiła w 6 filmach, zagrała setki koncertów. Na jej pogrzebie były 4 miliony ludzi. Jej piosenki dotyczyły głównie tematu miłości i tęsknoty.

## Dyskografia
- Amal Hayati – Sono
- Enta Omri – Sono
- Fat el Mead – Sono Cairo
- Hagartek – EMI
- Retrospective – Artists Arabes Associes
- The Classics – CD, EMI Arabia, 2001
- La Diva – CD, EMI Arabia, 1998
- La Diva II – CD, EMI Arabia, 1998
- La Diva III – CD, EMI Arabia, 1998
- La Diva IV – CD, EMI Arabia, 1998
- La Diva V – CD, EMI Arabia, 1998